# Twardogóra
Twardogóra (Duits Festenberg) is een stad in het Poolse woiwodschap Neder-Silezië, gelegen in de powiat Oleśnicki. De oppervlakte bedraagt 8,29 km², het inwonertal 6869 (2005).

## Verkeer en vervoer
- Station Twardogóra Sycowska